# Domaine de Keravel

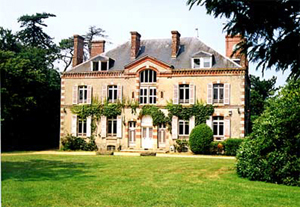
Manoir du domaine de Keravel.

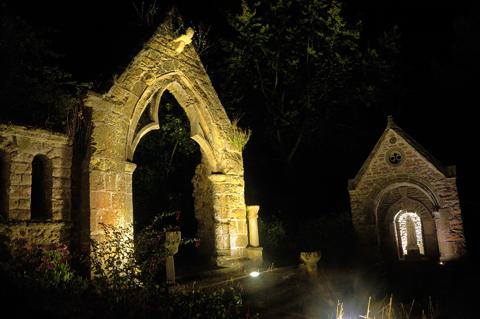
Vestiges du domaine de Keravel

La maison du domaine de Keravel construite en 1870 est située à Plouha au-dessus des plages de port moguer et de Gwin Zégal.
Le domaine bourgeois de Keravel a été construit par un architecte parisien qui a pris modèle sur certains châteaux de la côte normande.
En breton ker-avel signifie « maison du vent ».
Il sert de résidence d'été aux familles Bernard, avocats à Rennes, Chauvy, hauts fonctionnaires à Paris alliés au fabricant de peinture Lefranc, ainsi qu'à la famille Rhoné, industriels parisiens issus des mines d'Anzin (Nord).
C'est également ici que le peintre Paul Chardin prend ses quartiers d'été. Il laisse, au départ de l'escalier, dans le hall d'entrée, une fresque peinte en 1899 représentant l'épisode de la tour de Nesle, immortalisé dans La Reine Margot par Alexandre Dumas.
Le peintre Paul Chardin, amateur de vieilles pierres, fit remonter dans la propriété des vestiges de l'ancienne église de Plouha.